# 日本の脚気史
日本の脚気史（にほんのかっけし）では、脚気の流行が国家的問題となった明治時代から、脚気死亡者数が1千人を下回った1950年代後半までの日本における脚気の歴史を中心に記述する。

## 概説
脚気は主食を白米とし副食が貧素な食事によるビタミンB1欠乏が原因であったが、ビタミンを知らない時代には、普通の食事で病気になるとは想像もできなかった。
日本で脚気がいつから発生していたのかは定かではないが、すでに『日本書紀』に同じ症状の病の記述がある。
江戸時代、元禄年間には江戸で白米食が普及し一般の武士や町人にも脚気の流行が見られ、「江戸煩（エドワズラヒ）」と称された。享保年間には、大阪、京都でも流行し「腫病（シユビヤウ）」と呼ばれた。文化、文政には中国地方や九州にも広がった。天保以後は、全国の地方都市でも流行が見られた。
明治になると、1870年（明治3年）から脚気が流行。脚気死亡者数は、統計がとられ始めた1899年（明治32年）に9,043人、1909年（明治42年）には15,085人に上った。
エルヴィン・フォン・ベルツなど西洋医学を教える外国人教官は、脚気を伝染病と考えた。海軍軍医の育成にあたったイギリス人医師のウィリアム・アンダーソンも伝染病と考えた。医学界では、伝染病説が主流であった。
大日本帝国海軍では、統計調査が開始された1878年（明治11年）から1883年（明治16年）において、兵員の3割前後が脚気となり、死亡率は2%にもなっていた。
海軍軍医の高木兼寛は、海軍における脚気発生状況を調査した結果、炭水化物に対してタンパク質の摂取量が不足すると脚気が発生していることを発見し、1884年（明治17年）より海軍の兵食改革による脚気対策を推進した。1883年（明治16年）には23.1%であった海軍の脚気発症率を2年で1%未満に激減させた。だが、食物のタンパク質と炭水化物の比例が悪いことが脚気の原因であるとする高木の説は、医学的根拠に乏しく、医学界から批判された。
大日本帝国陸軍では、1878年（明治11年）から1885年（明治18年）の統計を見ると、兵員の2割前後が脚気となり、死亡率は2%台にもなっていた。
陸軍では現場の主導にて、1884年（明治17年）より麦飯による脚気対策が始まり、陸軍全体に広がった1892年（明治25年）には脚気死者数は0名にまで減少した。しかし、戦時兵食は白米が主食と規定され、白米を主食とした戦時には多数の脚気を発生させた。『明治二十七八年役陸軍衛生事蹟』によれば、戦死者が約千人に対して、脚気による病死者は約4千人であった。陸軍はその後も戦時になると脚気の惨害に見舞われた。日露戦争では、途中から麦飯としたものの、25万人を越える脚気患者、2万7千人を越える脚気死者を出したとみられる。
動物を白米で飼育すると脚気のような症状（白米病）が出るが、米糠、麦、玄米を与えると快復するとの実験報告が1910年（明治43年）頃から報告され始め、その後、米糠から有効成分を抽出したオリザニンやアンチベリベリンなどが脚気薬として登場した。しかし、白米病は人間の脚気とは異なるとする意見が対立した。また、当時の抽出方法ではビタミンB1が微量しか抽出されず、脚気患者、特に重症患者に対し、顕著な効果を上げることができなかった。
日本の脚気医学が混乱している中、ポーランドのカシミール・フンクは「ビタミン」「ビタミン欠乏症」という新しい概念を提唱し、1914年（大正3年）に単行本『ビタミン』を出版。この本により、フンクの新概念が世界の医界で定着した。
1923年（大正12年） - 1924年（大正13年）に臨時脚気病調査会は、人体におけるビタミンB欠乏食試験を大規模に実施。これによりビタミンB欠乏が脚気の原因であることがほぼ確定した。
台湾や朝鮮から米が移入されて米の入手がしやすくなったことで白米食が普及し、1921年（大正10年）- 1925年（大正14年）には1人あたりの米の消費量がピークとなった。1923年（大正12年）は、脚気死亡者数がピークとなり、約2万7,000人に達した。
昭和期において、1938年（昭和13年）までは脚気死亡者数は年間1万 - 2万人を推移した。日中戦争に入ると食糧が不足してきたため、1939年（昭和14年）に米穀搗精等制限令が公布され、白米が禁止された。また、主食としての米を節約する節米運動が起こった。1941年（昭和16年）に6大都市で米穀配給通帳制度が始まり、やがて全国に広まった。脚気死者数は6,000人台へと減少していった。
敗戦後、栄養事情は大きく変化していった。1952年（昭和27年）に栄養改善法が公布され、国策として国民の栄養改善が進められた。また、ビタミン剤や総合ビタミン剤が健康維持を目的として広く服用されるようになり、1954年（昭和29年）にはビタミンB1誘導体であるアリナミンが販売されて保健薬ブームを牽引した。
脚気死亡者数は、1950年代後半には1,000人を下回り、1965年（昭和40年）には100人を下回った 。1970年（昭和45年）には20人となり、脚気は消滅状態となった。
ところが、1975年（昭和50年）頃から、糖分の多い清涼飲料水の多飲やインスタント食品の多食のために生じた脚気の事例が見られるようになった。

## 古代
いつから日本で脚気が発生していたのかは、はっきりしていない。しかし、『日本書紀』や『続日本紀』に脚気と同じ症状の脚の病が記載されている。平安時代になると白米食が上層階級に広まり、天皇や公卿を中心に脚気が発生した。

## 江戸時代
江戸時代、元禄年間には江戸で白米食が普及しており、一般の武士や町人にも脚気の流行が見られ、「江戸煩（エドワズラヒ）」と称された。享保年間には、大阪、京都でも脚気が流行し「腫病（シユビヤウ）」と呼ばれた。文化、文政には中国地方や九州にも広がった。天保以後は、全国の地方都市でも流行が見られた。
享保期の医家 香月牛山は『牛山活套』において、仕官している人や商人が江戸へ行くと足や膝がだるくなり俗に江戸煩いというが故郷に帰る途中で箱根山を越えると自然に治る、といったことを書いている。江戸を離れると治るのは白米食ではなくなるためであった。
白米食の普及に呼応して米食偏重、副食軽視の風潮が生じた。
『守貞漫稿』によれば江戸町人の平均的な食事は「朝は飯と味噌汁、昼は冷飯に野菜または魚、夕は飯の茶漬けに香の物」であり、江戸の木綿問屋長谷川では奉公人は「朝は冷飯に味噌汁、昼夜ともに一菜が多く、月6回の精進日には香の物だけ」であった。
江戸時代（特に中期以降）の脚気治療においては、「飲食の禁戒を守らなければ薬効なし」というほど食養生が重視された。例えば、林一鳥や竹越元通は、素食、赤小豆食、麦の煮汁、減塩、水制限などを行った。やがて、「脚気には小豆めし、麦めし」が世間の常識となり、明治へ受け継がれていった。

## 明治時代
明治時代には、1870年（明治3年）以降から脚気が流行った。東京、大阪、京都を中心に、その他の大・中都市、鎮台所在地、港町にまで及んだ。上層階級よりも中・下層階級に多発し、死亡率も高かった。国民の脚気死亡者数は、1900年(明治33年）に6,500人、1909年(明治42年）には15,085人に上った。ただし当時は、乳児脚気があまり知られておらず大きく見落とされていたので、それを加味すると毎年1万人 - 3万人が死亡していたと推測される。

### 近代西洋医学と脚気
当初、欧米では、脚気は民度が低い東洋民族あるいは植民地原住民がかかる特殊風土病と見ていた。したがって、原因についても、環境の不良、衛生の不良、食品の不良など生活レベルが劣悪なためとの蔑視的な見方が強く、文明民族には無縁の病気と見ていた。
日本において、明治時代まで受け継がれてきた脚気医学は漢方医学であり、日本は長い伝統を持ち、世界に先行していた。これに対して、西洋医学に脚気知識が加わるのは、植民地を拡大していく19世紀のことで、その知識の導入源は東洋であった。近代西洋医学は、脚気医学に関しては、はるかに漢方医学より遅れていた。しかし、日本は明治になると脚気に無知である西洋医学を本流として、漢方医学を廃止していった。
明治初期に来日した外人医学教師らは、脚気患者を前に困惑し、大方は古来の漢方脚気医書を参考にして勉強を始めるというのが実情だった。明治初期の脚気医学は、未熟さと錯誤と新旧が入り混じった玉石混交の様相であった。

### 明治期の主な脚気原因説
多くの研究がされてきたにもかかわらず脚気の原因が分からなかった要因として次のことが挙げられる。
- 色々な症状がある上に病気の形が変わりやすい。
- 子供や高齢者、婦人など体力の弱い者よりも栄養状態の良さそうな元気な若者が冒される。
- 一見よい食物を摂っている者が冒されて一見粗食を摂っている者が冒されない。白米の方が、玄米や粗精米、麦より良食だと考えられていた。
- 西洋医学には脚気医学がなかった。
- 当時の医学は、人に必要な微量栄養素の存在を知らなかった。炭水化物、タンパク質、脂肪、塩類があれば栄養は足りるという知識しかなかった。

明治期の主な脚気原因説としては次の説が挙げられる。
遠田澄庵の米食原因説
脚気の原因は米食（白米食）にあるという説。漢方脚気専門医である遠田澄庵が唱えた。
伝染病説
細菌による伝染病であるという説。欧米から来た西洋人医師が唱えた。東京大学医学部教師エルヴィン・フォン・ベルツと京都療病院教師ハインリヒ・ボートー・ショイベが強力な説にした。脚気菌が見つからないものの、脚気が都市に集中すること（地域性）、兵営や寄宿舎や監獄など大勢が群がって暮らす所で発生が増えること、夏に流行して冬に流行しないこと（季節性）、若者が罹りやすいこと、また死体解剖で神経の病変が細菌とその毒で冒される多発神経炎に似ていること等を根拠として伝染病であることが主張された。
中毒説
毒素による中毒を原因とする説。帝国大学医科大学教授三浦守治は青魚中毒説を唱えた。榊順次郎は米についたカビが作る毒による黴米中毒説を唱えた。
栄養障害説
栄養の不良または不足を原因とする説。一部の西洋人医師と少数の日本人医師によって唱えられたが伝染病説と中毒説の流行により日陰の立場であった。東京医学校の教師アルブレド・アガートン・ウェルニッヒは脂肪とタンパク質の不足が関係していると唱えた。
伝染病説は、全国の医界で受け入れられて定説のように広がり、ありもしない脚気菌探しを招いた。また、海軍最初の医学教師として招かれ海軍軍医の育成にあたったイギリス人医師のウィリアム・アンダーソンも伝染病説を信じていた。

## 海軍

### 海軍の兵食改革

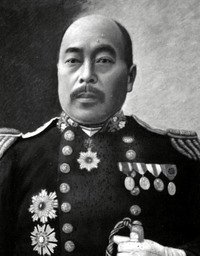
高木兼寛

海軍における脚気対策を成功させたのは、大日本帝国海軍軍医の高木兼寛であった。高木が後に語った話によれば、脚気対策にあたって、まず海軍の現場での脚気発生状況を調べたという。そこで、軍艦によって脚気の発生に差があること、患者が兵卒や囚人に多く士官に少ないことに気がついた。さらに調べた結果、食物に着目し、脚気が多い場所ではタンパク質の割合が少なく炭水化物が多い食事であり、脚気が少ない場所ではタンパク質の割合が多く炭水化物が少ない食物であることを発見した。これにより、脚気の原因はタンパク質の不足でありタンパク質を多くすれば脚気を予防できると判断し、兵食改革をするしかないと決意した。
当時の海軍兵食は金給制度であり、食費の金額は決められていたが食事の内容に規定がなかった。このため、食費を切り詰めて差額を貯金したり、物価が上がって粗食を招いていたりした。
高木は、西洋食を取り入れてタンパク質を増やす必要があると考えた。1882年（明治15年）10月7日、戸塚医務局長の名で川村海軍卿に「脚気病予防之義ニ付上申」を出したが、その結果は思惑が外れ、まずは東京海軍病院で若干名の患者に西洋風の食事を試すことになった。高木は、正攻法ではなく伊藤博文など政府要人に側面援助を求めて嘆願し、伊藤の計らいで明治天皇に拝謁できることとなり、1883年（明治16年）11月29日、脚気病の原因と予防法について持論を奏上した。天皇が賛同したとあって動き出し、1884年（明治17年）1月15日、川村海軍卿の名で「艦船営下士以下食料給与概則」の達が出され、下士以下においては食品を規定し現品給与となった。
同年2月3日、海軍の練習艦「筑波」は、その新兵食（洋食採用）で脚気予防試験を兼ねて品川沖から出航し、287日間の遠洋航海を終えて無事帰港した。乗組員333名のうち、脚気となったのは16名で、死者も無く、高木の主張が実証される結果を得た。この航海実験は日本の疫学研究の走りであり、それゆえ高木は日本の疫学の父とも呼ばれることがある。
高木の苦労が報われたと思われたが、兵員の多くがパンと肉を嫌って食わず、腹が空いても洋食は食わないという風評が立つようになった。高木は、パンの代わりは麦飯しかないと考えて、1885年（明治18年）2月13日に「艦船営下士以下食料中　米麦等分供与相成度儀上申」を提出し、3月1日からパン食に加えて、麦飯（5割の挽割麦）が給与されることになった。
兵食改革を進めた結果、海軍の脚気新患者数、発生率、および死亡数は、下表の通り推移し、以降、発生率は1%未満と激減した。
| 年                 | 新患者数 | 発生率 | 死亡数 |
| ------------------ | -------- | ------ | ------ |
| 1883年（明治16年） | 1,236人  | 23.1%  | 49人   |
| 1884年（明治17年） | 718人    | 12.7%  | 8人    |
| 1885年（明治18年） | 41人     | 0.6%   | 0人    |

### 高木説への批判
1885年（明治18年）3月28日、高木は『大日本私立衛生会雑誌』に自説を発表した。しかし、高木の比例不良説（脚気は炭水化物に対するタンパク質不足で起きる）と麦飯推奨説（麦はタンパク質が米より多いため、麦の方がよい）は、「原因不明の死病」の原因とするには根拠が少なく、医学論理も粗雑であった。そのため、東京帝国大学医学部を筆頭に、次々に批判された。1か月後の4月25日には同誌において、村田豊作（東京帝国大学生理学助手）が高木の説に反論した上で化学的分析でいうなら麦よりタンパク質の多い糠になぜしないのかと非難した。同年7月には大沢謙二（東京帝国大学生理学教授）が消化吸収試験の結果より麦が米よりもタンパク質の吸収が悪いことを示し、食品分析表に依拠した高木の説が机上の空論に過ぎず誤っていることを明らかにした。また、一般医会からも反対が多かった。「食物が不良なら身体が弱くなって万病にかかりやすいのに、なぜ食物の不良が脚気だけの原因になるのか？」との根本的な疑問を持たれた。
そうした反論に対し、高木は学理的に反証せずに、海軍での兵食改革の結果を6回にわたって公表し続け1886年（明治19年）2月の公表を最後に沈黙した。のちに高木は「当時斯学会（しがっかい）に一人としてこの自説に賛する人は無かった、たまたま批評を加へる人があればそれはことごとく反駁（はんばく）の声であった」と述懐したように、高木の説は、海軍軍医部を除き、国内で賛同を得られなかった。

### 根絶した脚気が復活
本多忠夫が海軍医務局長になった1915年（大正4年）12月以後、海軍の脚気発生率が急に上昇した。本多は、高木兼寛とその後任者たちのような薩摩藩閥のイギリス医学系軍医ではなく、栃木県出身で東京帝国大学医学部卒の医学博士である。その、本多の時代から脚気は明らかに増加に転じた。海軍の脚気患者数は、1913年（大正2年）は95人、1914年（大正3年）は72人、本多が医務局長になった1915年（大正4年）は218人、1916年（大正5年）は133人である。1917年（大正6年）は52人と減ったが、その後は3桁が続いた。
日露戦争時、海軍は87名の脚気患者しか出さなかったが、日露戦争の頃から、海軍は脚気を他の病名にかえて脚気患者数を減らしている、という風評があった。その真偽はともかく、統計によれば、通常は数%の脚気の入院率が、海軍では50% - 70%と異様な高さとなっている。つまり、重症者のみを脚気としていたに違いなく、本多の時代より前から脚気は増えていたと考えられる。おそらく本多は軽症脚気に目を向けるように軍医たちに注意喚起をしたに違いない。
海軍の脚気が増加した原因としてまず挙げられるのは兵食の問題である。1900年（明治33年）以後の兵食の改正で、麦飯での麦比率が25%まで低下し、肉・魚の量も減っていった。特に、ビタミンの乏しい缶詰肉・缶詰魚・乾燥野菜だけを副食にしていた航海食では、ビタミンが不足する。また、艦船の行動範囲が広がったことで、缶詰といった貯蔵食品を使用せざるをえなくなっていた。
海軍は、1921年（大正10年）に「兵食研究調査委員会」を設置し、1930年（昭和5年）に至るまで、海軍兵食の研究を行った。以前のように5割の麦飯と生鮮副食に戻せればよいが、兵員に人気のない麦飯で麦の比率を上げることは難しく、長期航海での生鮮食品の鮮度保持も難しいため、島薗順次郎が奨励していた胚芽米に着目した。1927年（昭和2年）から試験を行い良好だったため、1933年（昭和8年）9月に「給与令細則」で胚芽米食を指令した。しかし、胚芽米を作る機械を十分に設置できず、また、腐敗しやすい胚芽米は脚気が多発する夏は貯蔵困難であり供給ができなかった。
脚気患者数は、1928年（昭和3年）は1,153人、日中戦争が勃発した1937年（昭和12年）から1941年（昭和16年）まで1,000人を下回ることがなく、太平洋戦争に突入した1941年（昭和16年）には3,079人もの惨状となった。

## 陸軍

### 陸軍の脚気対策と兵食規則変更
陸軍での脚気対策の中心人物は、陸軍軍医本部の実力者石黒忠悳であった。石黒は、脚気は伝染病だとして対策に取り組んだ。
脚気対策の一つとして滋養に良いものを食べることとしていた石黒は、1882年（明治15年）6月7日、本部長 松本順の名で陸軍卿 大山巌に兵食改良の上申をした。副食代は6銭だが物価が上がって質も量も悪くなっているので分量で定めるようにしたいというものだった。しかし、この上申に対する反応はなかった。西南戦争による財政難の中、兵員数4万人分もの食費増大が受け入れられるわけがなかった。
そこで陸軍軍医本部は、白米の代わりに安い麦や雑穀を混ぜて支給し差額で副食を良くする案を上申した。これが認められ、1884年（明治17年）9月25日、「精米ニ雑穀混用ノ達」が発せられた。

### 現場での麦飯採用
大阪鎮台の病院長であった堀内利国は、麦飯に変更した監獄で脚気が発生しなくなったことを知った。衣食住のどの点からも監獄より兵営の方が良いことから、脚気減少の理由は食事にあると考え、試験的に1年間だけ麦飯とすることを建議した。部隊長から反対意見が強かったものの、1884年（明治17年）12月5日より大阪鎮台の兵食は麦飯（米6割、麦4割）となった。脚気は激減し、その後も麦飯を継続することにした。
大阪鎮台での麦飯の効果を知った近衛軍医長の緒方惟準は、1885年（明治18年）12月から近衛連隊に麦飯（米7割、麦3割）を支給した。大阪鎮台と同じく劇的に脚気が減少した。
麦飯には脚気対策の効果があることが陸軍内に広まり、また、陸軍では1884年（明治17年）9月に「精米ニ雑穀混用ノ達」が出され現場の裁量で白米以外を主食にすることが認められていたことから、徐々に麦飯の採用が広まり脚気は減少していった。麦飯が陸軍全体に広まっていた1892年（明治25年）には、脚気死者が1人も出なかった。

### 陸軍兵食試験
石黒忠悳は、近代栄養学に則り実地に陸軍の兵食試験を行うことにした
1889年（明治22年）6月、陸軍医務局長橋本綱常の名で陸軍兵食検査の上申書が提出され、6月26日に陸軍大臣から裁可の達が発せられた。7月5日、陸軍一等軍医森林太郎、陸軍二等薬剤官大井玄洞、陸軍三等薬剤官飯島信吉が試験委員に任命された。
1889年（明治22年）8月から12月にかけて、被験者6名に米食、麦食（麦飯）、洋食（パンと肉）をそれぞれ8日間ずつ食べさせ、摂食量（食事）と排出量（排泄物）を調査した。その結果、総熱量（カロリー）、蛋白補給能、体内活性度のすべてで米食が優秀、次が麦食、最も不良なのが洋食との結果となった。
1890年（明治23年）10月に陸軍医務局長に昇進していた石黒忠悳は、同月23日に『呈兵食試験報告表』を陸軍大臣大山巌に提出し、この試験により米食が最も養価が高く利益が多いことは明らかであると述べた。
その後、この試験結果は、米食が良いとする根拠として引用され利用された。この試験は脚気とは何ら関係ない試験であったが、石黒は、麦飯を排斥する主張に利用した。

### 日清戦争での陸軍脚気流行

#### 脚気惨害
『明治二十七八年役陸軍衛生事蹟』によれば、日清戦争とその後の台湾平定を併せて、陸軍の脚気患者数は41,431人（脚気以外を含む総患者数は284,526人）、脚気死亡者数は4,064人（うち朝鮮142人、清国1,565人、台湾2,104人、内地253人）、その一方で戦死者数は997人であった。台湾での脚気が突出しており、わずか10ヶ月で脚気患者数21,087人、発生率107.7%、死亡率9.98%であり、およそ脚気患者の10人に1人が死亡するという異常な事態であった。

#### 戦時兵食の指示
陸軍は日清戦争にあたり、勅令で「戦時陸軍給与規則」を公布し、戦時兵食として「1日に精米6合（白米900g）、肉・魚150g、野菜類150g、漬物類56g」を基準とする日本食を採用した（1894年（明治27年）7月31日）。しかし、軍の兵站能力が低いため、この規則通りに給食はされず、特に緒戦の朝鮮半島では食料の現地調達と補給に苦しみ、平壌攻略戦では豆やアワで飢えをしのぐまでの状況にさえなった。
大本営陸軍部で野戦衛生長官を務める石黒忠悳（陸軍省医務局長）は『明治二十七八年役陸軍衛生事蹟』において、主食（白米）さえ食えば栄養は十分との考えを述べており、その米飯過信・副食無視が強く作用して、兵士たちには白米食と貧相な副食が給与された。
黄海海戦後、1894年（明治27年）10月下旬から遼東半島に上陸した第二軍の一部で脚気患者が出ると、経験的に夏の脚気多発が知られている中、事態を憂慮した土岐頼徳第二軍軍医部長が麦飯給与の稟議を提出した（1895年（明治28年）2月15日）。しかし、その「稟議は施行せらるる筈（はず）なりしも、新作戦上海運すこぶる頻繁なる等、種々の困難陸続発起し、ついに実行の運（はこび）に至らさりしは、最も遺憾とする所なり」と、結局のところ麦飯は給与されなかった。
下関条約（日清講和条約）調印後の台湾平定（乙未戦争）では、脚気が発生しやすい高い気温であり、その上、内地から白米が十分に送られ、しかし副食は貧弱であったため、脚気が流行した。
1895年（明治28年）9月18日付けの『時事新報』で、石神亨海軍軍医が同紙に掲載されていた石黒の談話文「脚気をせん滅するのは、はなはだ困難である」（9月6日付け）を批判し、さらに11月3日と5日付けの同紙で、斎藤有記海軍軍医が陸軍衛生当局を批判し、両名とも麦飯を給与しない陸軍衛生当局を厳しく批判した。11月に「台湾戍兵（じゅへい）ノ衛生ニ就テ意見」という石黒の意見書が陸軍中枢に提出されており、同書で石黒は兵食の基本（白米飯）を変えてはならないとした。
かつて遼東半島で麦飯給与に動いた土岐頼徳は、台湾で脚気が大発生している中、台湾総督府陸軍局軍医部長として台湾に着任（1896年（明治29年）1月16日）すると、脚気対策のために独断で麦飯給与に踏み切り、石黒と対立した。
石黒は、1896年（明治29年）4月18日、兵食談を発表した。そこでは、米食だと脚気になるという学説はいまだに学会に是認されておらず、軍隊で支給するものは学会で公認したものでなければ改めることはできず、臆説で軽々しく改められない、兵食を麦飯にすることはできない、ということが述べられている。

### 義和団の乱での派遣部隊脚気流行
陸軍省医務局長が小池正直に替わっていた1900年（明治33年）、義和団の乱（北清事変）が勃発し、6月に先遣隊が、7月に第5師団（戦闘員15,780人、非戦闘員4,425人、兵站部員1,030人）が派遣され、翌年の7月に終結した。1年ほどで病者1万8,688人を出し、そのうち、脚気2,351人、赤痢1,038人、マラリア978人、腸チフス337人と、脚気が一番多かった。
首都北京を巡る局地戦が主で輸送に支障が少なかったが、前田政四郎（第5師団軍医部長）が麦飯の給与を医務局に希望しても麦は追送されなかった。前田軍医部長は、医務局に対して「日本米の支給で脚気患者を出し、中国米の支給で脚気を著しく抑えた」との報告をし、『軍医学会雑誌』（1901年5月）に掲載された。報告にある中国米は、精白度の低い粗精米と推測される。前田は、続けて『軍医学会雑誌』（1901年7月）において、日本米で脚気が多発した統計を掲げた。
1901年（明治34年）5月31日、凱旋した第5師団に代わって清国駐屯軍と同軍病院が置かれたとき、小池が同軍病院長に与えた訓示は、台湾平定戦時に土岐頼徳が独断で麦飯を給与したことに対し当時の大本営陸軍部野戦衛生長官の石黒忠悳が発した麦飯給与禁止の訓示とほぼ同じ内容で、麦飯・支那米・日本米を同数の兵員に分けて与えることを指示している。
小池医務局長には麦飯有効を信じているかのような言動と信じていないかのような言動の両方が見られるが、山下政三は、この義和団の乱で麦飯を送らず白米のみにして脚気を大発生させたことに小池の本心が現れていると述べている。

### 日露戦争での陸軍脚気惨害
陸軍省編『明治三十七八年戦役陸軍衛生史』第二巻統計と陸軍一等軍医正 西村文雄 編著『軍医の観たる日露戦争』によれば、国外での動員兵数999,868人のうち、戦死46,423人、戦傷153,623人、戦地入院251,185人。戦地入院のうち脚気が110,751人、在隊の脚気患者140,931人（概数）を足し合わせると、戦地で25万人強の脚気患者が発生した。脚気は、死亡5,711人、事故21,757人とされているが、その合計の27,468人が脚気死亡者とみられる。
大本営陸軍部は戦時兵食の主食を白米飯（白米6合）とした。陸軍大臣は麦飯派の寺内正毅であり、また、第一軍軍医部長 谷口謙の麦飯給与の意見に賛同して大本営陸軍部野戦衛生長官の小池正直が大本営会議に麦飯を提議もしたが、麦飯は後日に回された。麦は虫がつきやすい、変敗しやすい、味が悪い、輸送が困難などの反対する意見が強かった。実際、当初の輸送能力では、陸軍は兵員と兵器と弾薬を送るのが精一杯で、食糧について必要限度の白米を送るのがやっとな状況であった。また、脚気予防（理屈）とは別のもの（情）もあった。白米飯は庶民憧れのご馳走であり、麦飯は貧民の食事として蔑（さげす）まれていた世情を無視できず、死地に行かせる兵士には白米を食べさせたいという心情があった。
麦飯に使う麦である大麦には、軍馬のための馬糧としての需要もあり、その確保の問題もあった。陸軍は戦時馬糧として1頭あたり1日に大麦5升を規定したが、軍馬数は平時の1904年（明治37年）1月で3万頭に対して1905年（明治38年）8月には17万2千頭になっている。軍用馬糧として大麦に巨大需要が生じたが、大麦は農民の自給食糧として作られており、大量集荷市場が形成されていなかった。陸軍糧秣廠長は麦の買い上げを命じられたが市場が成立していなくては不可能であり、行政機構を通して集めるよう意見を具申した。1904年（明治37年）8月に関東府県から6、7月産の大麦を買い上げるシステムを構築し、同年9月には関西・中部各府県に広げた。農民から供出させた大麦を補うため、1904年（明治37年）は米の輸入量が急増した。
戦地では、1904年（明治37年）5月頃から脚気が増え始め、気温の上昇とともに猛烈な勢いで増加した。8月から軍の一部で麦飯が給与され、翌年3月10日には寺内正毅陸軍大臣より「出征部隊麦飯喫食ノ訓令」が発せられ精米4合と挽割麦2合が給与されることとなった。それらのおかげで脚気は減少に転じた。しかし、副食が貧弱なため3割の麦飯では脚気をなくすまでには至らなかった。

### 陸軍兵食規則での麦飯の正式採用
小池正直の後任として森林太郎が陸軍医務局長となっていたときに、陸軍兵食規則の主食が変更された。陸軍給与令は『勅令第四十三号』（大正2年3月29日）により、陸軍戦時給与規則細則は『陸達二十号』（大正3年8月17日）により精米から米麦へと変更されている。

## 原因解明と治療薬開発

### 陸軍省主導による臨時脚気病調査会の設置

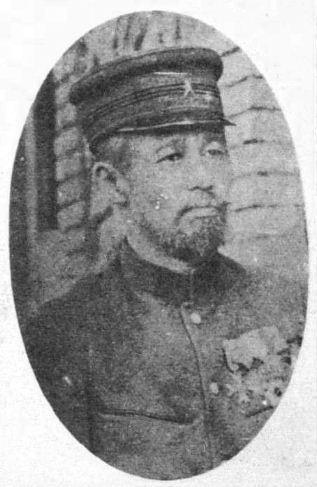
森林太郎
小説家としての森鴎外で著名

日露戦争中の1904年（明治37年）夏以後、陸軍の脚気流行が知られ出し、陸軍脚気対策について非難が起こった。戦場で脚気が流行しているのに脚気の病原も予防法も治療法も確定していないことから早急に研究すべきという機運が高まった。
東京帝国大学医科大学教授 山極勝三郎は、1905年（明治38年）1月1日の『医海時報』において「脚気調査会」という題名で国家事業として早急に脚気調査会を設立すべきであるという意見を述べた。
代議士 山根正次は、脚気病調査会設立建議案を議会に提出、1905年（明治38年）2月25日に審議され、賛成多数で議会を通過した。建議案は内閣から内務省へ回され、内務省での検討を経て1905年（明治38年）末には組織に関する法案を得て、予算も大蔵省の同意を得、あとは予算が内閣および議会を通過するだけとなったが、立ち消えてしまった。日露戦争での莫大な出費のため財政難が最大の原因であった。
その後、脚気病調査会設立に向けて熱心に活動したのが医海時報社であった。1907年（明治40年）10月5日の『医海時報』において、「脚気病調査会の組織及方法」についての懸賞論文を募集した。ここで得られた優秀な論文の影響が、やがて発足する「臨時脚気病調査会」に見られる。
陸軍省では、陸軍省医務局長に就任してまもない森林太郎の発案により脚気病調査会の設立に向けて動き出し、陸軍大臣の寺内正毅も熱心に活動した。1908年（明治41年）、脚気の原因解明を目的とした「臨時脚気病調査会」が設立された。設立にあたっては、文部省（学術研究を所管）と内務省（衛生問題を所管）から横槍が入ったものの、陸軍大臣の監督する国家機関として設立された。

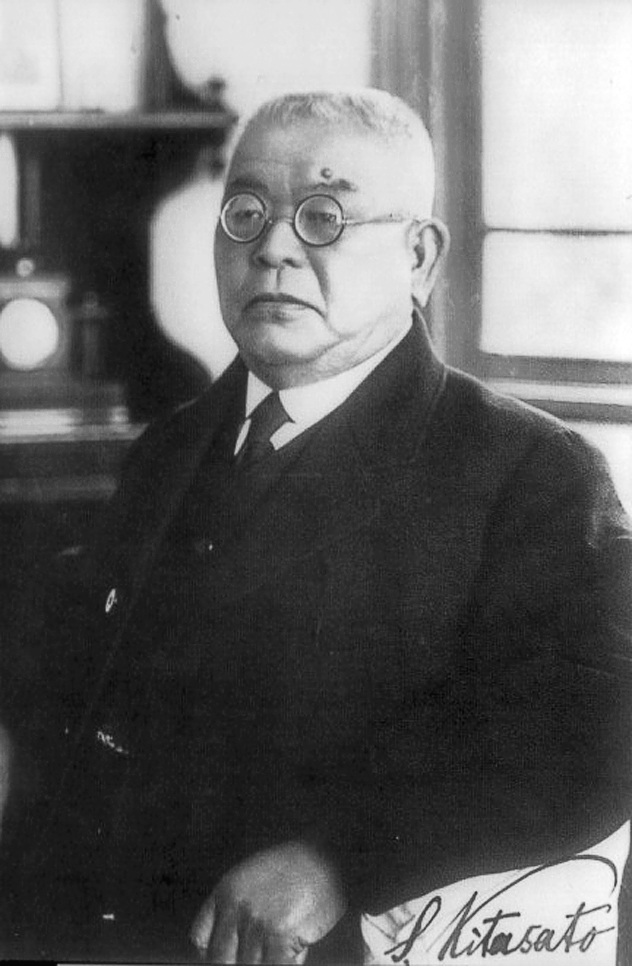
北里柴三郎

発足当初の調査会は、会長（森・医務局長）と幹事（大西亀次郎 医務局衛生課長）、委員17名、臨時委員2名（青山胤通東京帝国大学医科大学長、北里柴三郎伝染病研究所長）の計21名で構成された。委員17名の所属を見ると、いち早く麦飯を採用していた海軍から2名の軍医が参加したほか、伝染病研究所3名、陸軍軍医6名、京都帝大1名、東京帝大3名、医師2名（日本医学史の大家富士川游・医学博士 岡田栄吉）であった。研究の成果は、陸軍省第一会議室などで開かれる総会（委員会）で、定期的に発表された。
臨時脚気病調査会の構成
- 会長（陸軍省医務局長[注 20]）

森林太郎（1908年6月23日 - 1916年4月13日）
鶴田禎次郎（1916年4月13日 - 1923年3月17日）
山田弘倫（1923年3月17日 - 1924年11月25日）
- 幹事（陸軍軍医）

大西亀次郎：医務局衛生課長（1908年6月23日 - ）
- 委員[注 21]

伝染病研究所
北島多一（1908年6月23日 - 、1916年12月29日）
柴山五郎作（1908年6月23日 - 1913年3月6日死去）
照内豊（1908年6月23日 - 、1916年12月29日 - ）
志賀潔（1910年8月9日 - 、1916年12月29日 - ）
秦佐八郎（1912年1月25日 - 、1916年12月29日 - ）
陸軍軍医
平井政遒（1908年6月23日 - 1910年8月9日）
本堂恒次郎（1908年6月23日 - 1909年5月17日、1913年11月26日 - 1915年2月13日死去）
斎藤雄助（1911年2月7日 - 1913年11月26日）
戸塚機知（1908年6月23日 - ）
都築甚之助（1908年6月23日 - 1910年12月9日）
山口弘夫（1908年6月23日 - ）
井上円治（1908年6月23日 - ）
牧田太（1910年8月9日 - ）
川島慶治（1912年1月25日 - ）
佐藤恒丸（1915年3月4日 - ）
海軍軍医
矢部辰三郎（1908年6月23日 - 1912年1月25日）
岩崎周次郎（1908年6月23日 - 1910年8月9日）
梶浦捨松（1909年5月17日 - 1914年4月9日）
吉河為久蔵（1914年4月9日 - ）
京都帝大
荒木寅三郎（1908年6月23日 - 不詳、1915年10月12日 - ）
稲田龍吉：福岡医科大学教授（1911年2月7日 - ）
東京帝大
宮本叔（1908年6月23日 - ）
須藤憲三（1908年6月23日 - 1912年3月28日）
石原喜久太郎（1908年6月23日 - 1912年1月25日）
林春雄（1911年10月18日 - ）
長與又郎（1912年1月25日 - ）
隈川宗雄（1913年3月27日 - ）
医師
富士川游（1908年6月23日 - ）
岡田栄吉（1908年6月23日 - 1911年10月18日）
稲垣長次郎：医学博士（1909年5月17日 - ）
柿内三郎（1912年3月28日 - 1915年5月4日）
須藤憲三（再任：1915年5月4日 - ）
- 臨時委員

青山胤通：東京帝国大学医科大学長（1908年6月23日 - ）
北里柴三郎：伝染病研究所長（1908年6月23日 - ）
田沢鐐二（1914年4月9日 - ）
丸山忠治：陸軍三等軍医正（1914年7月3日 - ）
三田定則：東京帝国大学助教授（1915年5月4日 - ）
森林太郎（1916年5月3日 - ）
井上成美（1916年6月27日 - ）
合田平：陸軍二等軍医正（1917年8月7日 - ）

### ロベルト・コッホの助言とベリベリの調査

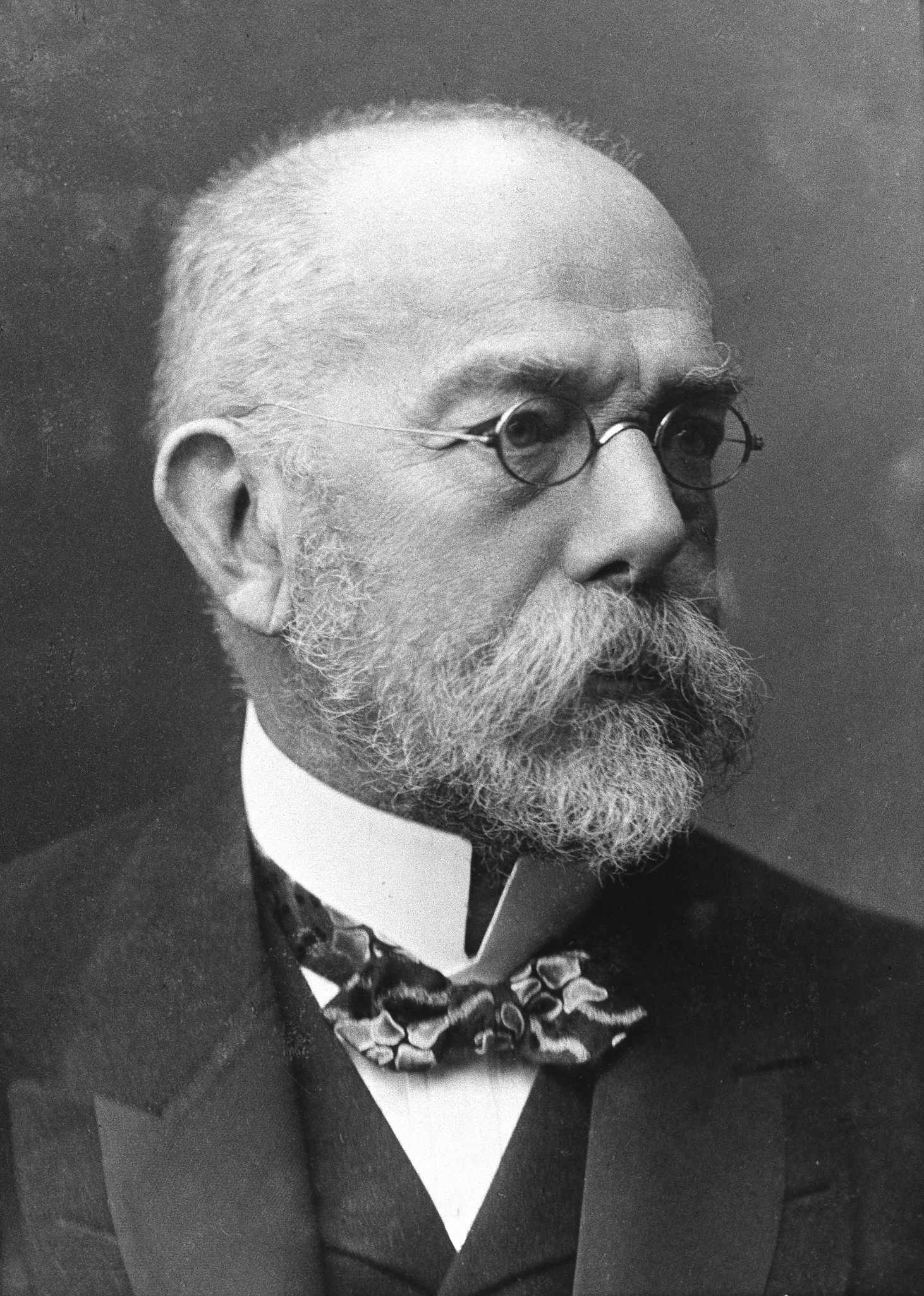
ロベルト・コッホ

調査会の発足式が開かれる直前の1908年（明治41年）6月22日、森林太郎と青山胤通、北里柴三郎の3人は、来日中の世界的な細菌学者ロベルト・コッホと面会し意見を求めた。コッホは、脚気に詳しくないと前置きをした上で、シンガポールやスマトラで流行するベリベリが伝染性だからそれと日本の脚気を比較研究すると良い等の助言をした。調査会が発足すると早速バタビア（ジャカルタ）付近の現地調査を行うことにした。
1908年、都築甚之助（陸軍軍医）、宮本叔（東京帝大）、柴山五郎作（伝染病研究所）の3委員が派遣され、9月27日〜11月28日まで滞在した。現地では1897年（明治30年）頃には白米がベリベリの原因と確定しており、白米を止めて熟米や緑豆などを食べて一般のベリベリは減り、また、1903年のアチェ戦争終結もあって軍隊のベリベリも減って、ベリベリの入院患者がほとんどいなかった。それでも病理解剖した結果、ベリベリと日本の脚気が同じものであることが明らかになった。しかし、伝染病説の証拠は何も見つからず、現地研究者の白米原因説は否認して、調査報告は歯切れの悪い曖昧な結論であった。帰国後、宮本と柴山は伝染病説を固持し続けたが、都築は栄養欠乏説へ転向した。

### 未知栄養素の抽出

#### 都築甚之助の動物脚気実験と製糠剤アンチベリベリン開発

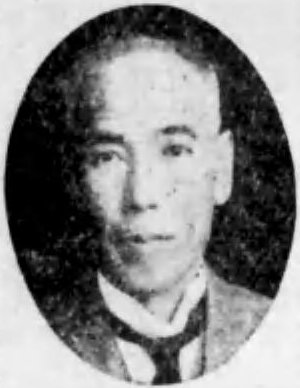
都築甚之助

バタビアでの調査から戻った都築甚之助は、クリスティアーン・エイクマンが行った動物実験の追試を行った。白米で飼育した動物が脚気のような症状となり、玄米、熟米、焼米、麦で飼育すると発症せず、白米に糠や麦、赤小豆を混ぜると発生を予防することを確認した。1910年（明治43年）3月の調査会と4月の日本医学会でその成果を「脚気ノ動物試験第一回報告」として発表し、米糠に含まれる有効成分の研究に進んでいることも公表した。都築と志賀潔は、臨時脚気病調査会の附属研究室で399名の脚気患者を対象に米糠製剤の効否試験を行い、服用者の58.6%が治癒ないし軽快した。ただちに効否を判定できる数値ではなかった。12月9日に都築が調査会を去ったあと、米糠の有効性を信じる委員がおらず調査会での効否試験は1年で終了した。
都築は研究を続け、1911年（明治44年）4月に東京医学会総会で「脚気ノ動物試験第二回報告」を発表し、また、調査会委員ではなくなっていたが森委員長の配慮により調査会でも発表した。糠から有効成分を抽出でき、それをアンチベリベリンと名付けて、人の脚気に用いて効果があったという内容であった。実際に脚気患者の治療試験をしたことは世界に先行した卓越した業績であった。さらに都築は、脚気は主食だけの問題ではなく副食の質と量が大きく関係することも指摘した。これは、今日の医学でもそのまま通用する見解である。
都築は、1911年（明治44年）4月から脚気治療薬としてアンチベリベリンの販売を始めた。粗製剤ではあったがアンチベリベリンの評判は高く、純粋ビタミンB1製剤が登場する昭和の初めまで、よく売れ広く愛用され、多くの患者を救った。

#### 鈴木梅太郎のオリザニン発見
農芸化学者の鈴木梅太郎もクリスティアーン・エイクマンの追試を行い、ニワトリやハトを白米で飼育すると脚気のような症状が出て死ぬこと、糠や麦や玄米にはその症状を予防して快復させる成分があること、白米には様々な成分が欠乏していることを認めた。1910年（明治43年）6月14日、東京化学会で「白米の食品としての価値並に動物の脚気様疾病に関する研究」と題して報告をし、同年に臨時脚気病調査会でも発表した。その後、この成分の化学抽出を目指した。
結晶には至らないものの糠から有効成分の抽出に成功し、これにアベリ酸と名付け（のちにオリザニンと改名）、1910年（明治43年）12月13日の東京化学会で第一報を報告した。翌1911年（明治44年）1月の東京化学会誌に論文「糠中の一有効成分に就て」が掲載された。糠の有効成分は、抗脚気因子にとどまらず、人と動物の生存に不可欠な未知の栄養素であることを強調し、ビタミンの概念をはっきり提示していた。
医師ではない鈴木には脚気患者での治験実績がなく、世間の医家に試用を求める広告を出した上で、1911年（明治44年）10月1日、オリザニンの販売を開始した。しかし、他の糠製剤アンチベリベリンなどと異なり、オリザニンは医界に受け入れられなかった。1919年（大正8年）、ようやくオリザニンを使った脚気治療報告が島薗順次郎によってなされた。そこでは「粗オリザニン」の大量投与が有効であるとされた。これにより、オリザニンの価値が認識されるようになった。
1931年（昭和6年）に東京帝国大学農学部農芸化学教室の大嶽了がオリザニンの純粋結晶（ビタミンB1の純粋結晶）の単離に成功。1927年（昭和2年）にビタミンBがB1とB2 の複合物であることが知られており、脚気にどちらが有効なのかの研究が必要となっていたが、翌1932年（昭和7年）、脚気病研究会で香川昇三はオリザニンの純粋結晶（ビタミンB1の結晶）を用いてビタミンB1が脚気に特効があることを報告した。ただ、米糠11,500キログラムから得られたオリザニン結晶は1.6グラムだといい、いかにして大量生産するのかという課題があった（1人1日あたり1〜2mgを使用）。

### 医学界の混乱

#### 臨時脚気病調査会による食餌試験と食物調査
臨時脚気病調査会による1908年（明治41年）のバタビアでの調査および報告に刺激されて脚気と食物の関係、特に白米との関係について関心が高まった。
調査会でも委員より食物と脚気の比較試験の要望が持ち上がり、1910年（明治43年）から1912年（明治45年）にかけて食餌試験が行われた。しかし、試験において副食を規定していないという欠陥があった。この試験では通常の生活をしている通常の人たちを対象にしたため各家庭で日常採られている副食のままとしていた。その結果、食米と脚気発生の関係について、明確な結論を得られずに終わった。
さらに調査会は、極東熱帯病学会に委員を派遣し、東南アジアでの脚気研究の進展について情報を集めていた。東南アジアの植民地で行われていた脚気研究では「脚気は未知栄養物質の欠乏による欠乏性疾患」と結論される段階にまで進んでいた。しかし、この情報を得ても、日本では伝染病説と中毒説の勢いが強いため「未知栄養欠乏説」はなかなか受け入れられず、脚気の原因説を巡る混乱と葛藤が続いた。

#### 混乱した要因
エイクマンの追試による動物実験により脚気研究は進んだものの、国内の脚気医学が混乱した要因として次の4つのことが挙げられる。
第一の混乱要因は、「動物白米病と人の脚気は同じなのか」について意見が分かれたことである。これは類似点と相違点のどちらを重視するのかの選択の問題でもあった。脚気患者を実際に見たことがないヨーロッパの研究者と異なり、日本では脚気研究の蓄積により脚気を多様な症状や流動的な病変があると考えていた。日本の研究者が相違点を選択したのは誤りとはいえない。結果的にその選択は、ヨーロッパでの「実験医学」の流行に便乗して動物実験だけで安易に未知栄養欠乏説に移行しようとする研究グループを抑制した。脚気の原因を解明するには、動物白米病と人の脚気のギャップを埋める研究が必要であった。
第二の混乱要因は「米糠は人の脚気に効くのか」について意見が分かれたことである。その最大の要因は、糠の有効成分であるビタミンB1の溶解性にあった。当時、糠の不純物を取り除いて有効成分を純化するためアルコールが使われていた。しかし、アルコール抽出法では水溶性であるビタミンB1が微量しか抽出されなかった。そのため、脚気患者、特に重症患者に対し、顕著な効果を上げることができなかった。それに加えて、通常の脚気患者だと、特別な治療をしなくても、しばらく絶対安静にさせるだけで快復に向かうことが多かった。したがって、糠製剤の効否を明確に判定することが難しく、さまざまな試験成績は、当事者の主観で有効とも無効とも解釈できるような状態であった。
第三の混乱要因は、原因菌が長らく発見されていないにもかかわらず脚気伝染病説が根強く信じられていたことである。東京帝大では、内科学（青山胤通・三浦謹之助）、薬物学（林春雄）、病理学（長與又郎・緒方知三郎）など臨床医学と基礎医学の双方が脚気の動物実験や未知栄養欠乏説に反対していた。
第四の混乱要因は、糠の有効成分の化学実体が不明であったことである。アンチベリベリン（都築甚之助）、ウリヒン（遠山椿吉）、オリザニン（鈴木梅太郎）、ビタミン（フンク）、と有効成分の抽出物に様々に名前がつけられていたが、これらのすべてが不純物であり単離は成功していなかった。

### ビタミン欠乏説の確定

#### 欧米のビタミン学の影響

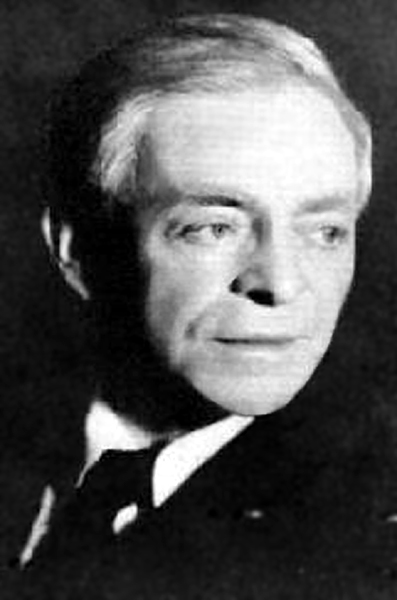
カジュミシェ・フンク

日本の脚気医学が混乱している中、欧米ではビタミン学が興隆しつつあった。カジュミシェ・フンクは1912年6月に「ビタミン」「ビタミン欠乏症」という新しい概念を提唱した。1913年に発表した総説では、既報の脚気、船舶脚気、壊血病、バーロー病（小児壊血病）、ペラグラなどのほか、くる病も「欠乏症」に含めた。1914年（大正3年）に単行本『ビタミン』を出版。同書は、『イギリス医学雑誌』で紹介され、世界に知られることになった。フンクの研究論文よりも、この単行本によってビタミンが世界の医学用語として定着した。
欧米がビタミンを認めたとなっては、日本だけが拒否できるわけがなく、日本の脚気研究に決定的な影響を与えた。
田沢鐐二（東京帝国大学医科大学、臨時委員）は1913年（大正2年）以来、強硬に糠エキス無効を主張していたが、1916年（大正5年）5月29日に欧州留学を終えて帰国した翌年の1917年（大正6年）の9月に入沢達吉（東京帝国大学医科大学・内科学教授）と連名で糠エキス有効を発表した。
1919年（大正8年）、島薗順次郎（同年9月、臨時委員となる）が、白米食に脚気ビタミンの欠乏があり得ることを示し、脚気ビタミン欠乏説を唱導した。
1921年（大正10年）、大森憲太（慶應義塾大学）と田口勝太（同）が別々に人のビタミンB欠乏食試験を行い、脚気はビタミン欠乏症に間違いないと結論づけた。さらに、東大入沢内科の坂本恒雄らは、1922年（大正11年）4月の内科学会総会で、健康者にビタミンB欠乏食を与えた成績を発表。循環障害、運動障害、知覚障害、その他から、脚気と認定して良いと考えるに至ったと述べた。

#### 臨時脚気病調査会による確定
大森、田口、坂本らによる人体ビタミンB欠乏食試験は、研究者の注目を集め、脚気の原因は「ビタミンB欠乏」なのか「ビタミンBに、ある付随因子が加わったもの」なのかに絞られてきた。しかし、これまでの研究は、試験方法にバラツキがあり、また、試験例が少なかった。そこで、1922年（大正11年）4月4日の調査会委員会にて稲田龍吉委員の提言により、一定の基準を設けて、厳密に、かつ、大規模に、人のビタミンB欠乏食試験を実施することが決議された。大規模試験費用として、調査会費2万余円の中から約8千円が支出されることになった。
1924年（大正13年）4月8日の第29回総会で、「脚気の原因はビタミンB欠乏である」ことが99%確定した。残り1%は、島薗が厳密すぎて自然脚気との同一視をためらい研究を深めることを主張したからであった。その違いは誤差の範囲内であり、翌1925年（大正14年）、島薗も同一視に同調した。ここにおいて、脚気ビタミン欠乏説は完全に確定した。
1924年（大正13年）11月25日、勅令第290号が公布され、同日、調査会が廃止された。脚気の原因がほぼ解明されたことと、政府の財政緊縮が理由である。
山下政三は、臨時脚気病調査会を評して、当代一流の研究者を総動員し、官費予算を分与して脚気研究に励ませた、まさに国家的大研究事業であり、個人レベルのささやかな研究では脚気の原因解明は容易には達成できなかったはずである、と述べている。
その一方で、高木兼寛を開祖とする東京慈恵会医科大学の松田誠教授は、「権威ある日本の医学者が欧米のビタミン学が盛んになるまで本格的な研究ができなかったのは恥ずかしいことだ」と述べ、さらに、調査会について「脚気はビタミンB欠乏を主因としておこるという歯切れの悪い結論を出したのち、勅命により廃止された。大勢はすでに決まっていたのである。この調査会には、はじめから脚気の本当の病因を追及する意欲も能力もなかった」と評している。

### 治療・予防法の確立へ

#### 脚気病研究会の創設と中絶
臨時脚気病調査会は廃止されたが、未発表の研究成果についても調査会の業績であることから、翌1925年（大正14年）6月3日、いつもの通り陸軍省第一会議室で報告会が開かれた。約20名の元委員が出席し、20ほどの研究発表があった。その席上、入沢達吉の提案により、廃止された調査会の研究を継続する学術機関が発足することになった。
1925年（大正14年）秋、脚気病研究会が創設され、調査会の会員一同が参加した。翌1926年（大正15年）4月6日の第1回総会以降、毎年、研究報告がなされた。
そのような中の1927年（昭和2年）、ビタミンBがB1とB2の複合物であることが分かり、どちらが脚気の原因であるかが問われた。東京帝大・島薗内科の香川昇三は1932年（昭和7年）に「オリザニン結晶」（ビタミンB1の純粋結晶）を用いて脚気に特効があることを報告し、翌年に脚気の原因がビタミンB1の欠乏であることを報告した。ここにおいて、「脚気のビタミンB1欠乏説」が確定した。
島薗順次郎は、脚気の発病前の予備状態者がいることを認め、1934年（昭和9年）に「潜在性ビタミンB欠乏症」と名づけて発表した。真に脚気を撲滅するには、発病患者の治療だけでなく、潜在性脚気を消滅させることが不可欠であることを明らかにし、脚気医学に新生面を拓いた。
次の課題は、ビタミンB1自体の研究、治療薬としての純粋B1剤の生産、潜在性脚気を消滅させる対策に絞られてきた。しかし、脚気病研究会のキーパーソンである島薗が1937年（昭和12年）4月に没し、また、同年7月には日中戦争が勃発して医学者の関心が戦時医学に向けられたことで、脚気病研究会は、1937年（昭和12年）以後、中絶した。
昭和期において、1938年（昭和13年）までは脚気死亡者数は年間1万〜2万人を推移した。　
日中戦争勃発後の1939年（昭和14年）11月25日、米穀搗精等制限令および米穀搗精制限規則が公布された。「搗精において、玄米の重量の9割4分を下回らないようにせよ」とされ、おおよそ七分搗米に相当するように制限が課せられた。つまり、白米が禁止された。精白米は9割から9割2分なので、その差の分の食用米が増える。食糧対策が目的ではあったが、この年から脚気死亡者数は減少に転じた。
1940年（昭和15年）には主食としての米を節約する節米運動が始まった。さらに、1941年（昭和16年）に6大都市で米穀配給通帳制度が始まり、やがて全国に広まった。
脚気死者数は、1941年（昭和16年）には6,000人台となった。

#### 合成ビタミンB1製剤の登場
ウイリアムズらによりビタミンB1合成法が発表されたことで各製薬会社は工業化を目指して合成法を改良し、ようやく1938年（昭和13年）に医薬品として合成ビタミンB1製剤が登場した。
1942年（昭和17年）、武田薬品研究部の松川泰三が効率的な合成法を開発し、低廉化が可能となった。これまで高価で庶民の手に届かなかったビタミンB1結晶だったが、一般に用いることができるようになった。
1949年（昭和24年）、松川泰三と岩津岳三により、チオチアミン法による合成が開発され、効率的に大量生産が可能となった。製造価格は、大衆薬レベルまでに低下した。

#### ビタミンB研究委員会、「特効薬」の開発
太平洋戦争末期の1944年（昭和19年）11月16日、突然「ビタミンB1連合研究会」という組織が誕生した。会員構成、発会の趣旨、研究方針は、かつての臨時脚気病調査会や脚気病研究会とよく似ていた。ビタミンB1連合研究会は、3回の開催で敗戦となったものの、解散を命じられることなく、改名しながら存続し、1954年（昭和29年）以降は「ビタミンB研究委員会」として続く。
1950年（昭和25年）12月2日の研究会で、京都大学衛生学の藤原元典は、ニンニクとビタミンB1が反応すると「ニンニクB1」という特殊な物質が出来ると報告した。藤原は、武田薬品工業研究部と提携して研究を進め、1952年（昭和27年）3月8日に「ニンニクB1」はニンニクの成分アリシンがB1（チアミン）に作用してできる新物質であること（よって「アリチアミン」と命名）、また、アリチアミンは体内でB1に戻り、さらに腸管からの吸収がきわめて良く、血中B1濃度の上昇が顕著で長時間続く、という従来のビタミンB1にはない特性があることを報告した。B1誘導体アリチアミンの特性には、研究会の委員一同が驚き、以後、研究会では、その新物質の本体を解明するため、総力を挙げて研究が行われた。
藤原と提携して研究を進める武田薬品工業は、アリチアミンの製剤化に力を入れた。多くのアリチアミン同族体を合成し、薬剤に適する製品開発に努めた。1954年（昭和29年）3月、アリチアミン内服薬「アリナミン錠」を発売、翌年3月には注射薬「アリナミン注」を発売した。ともに従来のビタミンB1剤に見られない優れた効果を示した。その効果によってアリナミンは、治療薬・保健薬として医学界にも社会にも広く歓迎された。また、同業他社を大いに刺激し、1968年（昭和43年）までに11種類のB1新誘導体が発売された。
山下政三は、アリナミンとその類似品の浸透により潜在性脚気が退治されることとなった、と述べている。

## 現代

### 脚気の消滅
敗戦後、栄養事情は大きく変化していく。1952年（昭和27年）に栄養改善法が公布され国策として国民の栄養改善が進められることとなり、従来の伝統的な植物性食事から動物性食品を多用する洋風の食事へと誘導した。さらに、ビタミンやミネラルを添加した強化食品が開発され市販された。
また、ビタミン剤や総合ビタミン剤が健康維持を目的として広く服用されるようになり、1954年（昭和29年）にはビタミンB1誘導体であるアリナミンが販売されて保健薬ブームを牽引した。
脚気死亡者数は、1956年（昭和31年）に1,000人を下回り957人、1965年（昭和40年）に100人を下回り92人、1970年（昭和45年）には20人と特殊希少疾患以下となり、脚気は消滅状態となった。

### 散発する脚気
1975年（昭和50年）前後に、脚気の再燃が報告された。原因については、白米主食、インスタント食品や加工食品の多用、菓子類などの糖質の多量摂取、低タンパク食、そして激しい運動が主因とされた。
1975年（昭和50年）には、高カロリー輸液の点滴の際に「ビタミンB1欠乏症」が報告され、死亡を含む重症例が相次ぎ、1991年（平成3年）に厚生省は「緊急安全性情報」を出し調査を開始し、調査の結果、1997年（平成9年）には、厚生省は高カロリー輸液の点滴の際に、ビタミンB1を投与するという通達を出した。
2014年（平成26年）にも、高齢者が食品購入の不自由さから、副食を食べず白米のみを食す食生活により、脚気発症が報告されている。

## トリビア
料理研究家の村井多嘉子は、既存の研究成果の調査と独自の研究を重ねて、玄米を食べることで脚気を予防できることに気づき、玄米食を普及させるべく1912年（明治45年）に『弦齋夫人の料理談第4編 玄米応用手軽新料理』という著書を刊行している。
江戸時代に存在した俗信で「小僧は脚気の薬」と、若い男児と肛門性交をすると脚気の治癒に効果があるといわれていた。当然科学的な根拠は無いが「お住持の脚気は治り小僧は痔」といった川柳も残されている。
脚気に苦しんでいた明治天皇は、大日本帝国海軍や漢方医による食事療法を希望したとき、ドイツ系学派の侍医団から反対されて西洋医学そのものへの不信を抱き、一時的に侍医の診断を拒否するなどしたため、侍医団は天皇の糖尿病の悪化に対して、有効な治療を取れなかったのではないか、ともいわれている。
南極大陸に高木岬と命名された岬がある。これはエイクマン、フンクなどビタミン研究に多大な功績のあった人を記念して命名された地名の一つであり、高木兼寛の業績が世界で高い評価を受けていることを示すものである。